# Herbert Bautista
Herbert Constantine "Bistek" Maclang Bautista (12 de mayo de 1968, Ciudad Quezón), artísticamente conocido como Herbert Bautista, es un actor y político filipino. Actualmente es alcalde de Ciudad Quezón, en la que ha ganado por un deslizamiento de tierra en mayo de 2010. Obtuvo una victoria arrolladora en su reelección de 2007 como vicealcalde. Fue teniente de alcalde de Ciudad Quezón, que sirvió bajo el exalcalde Sonny Belmonte.

## Biografía
Nació el 12 de mayo de 1968 en Ciudad Quezón, hijo de Herminio "Butch" Bautista (1940 -), que se convirtió en concejal de la ciudad durante dos mandatos del cuarto distrito, y de Rosario "Baby " Maclang (1947 a 2008). Tiene dos hermanos, Hero y Harlene (casado con Romnick Sarmienta). Herbert Bautista se graduó en Derecho en la Universidad de New Era, aunque no fue capaz de terminar su carrera completa.

## Filmografía

### Televisión
- Bagets on TV (1984-1985) (MBS)
- Lovingly Yours, Helen (1985-1996) (GMA Network)
- Saturday Entertainment (1986-1995) (GMA Network)
- The Sharon Cuneta Show(1986) as Host (IBC/ABS-CBN]]
- Kalatog Pinggan (1986-1989) as Himself (ABS-CBN)
- Vilma!(1986-1995) (GMA Network)
- Plaza 1899 (1986) (RPN)
- That's Entertainment (1986) as Himself (GMA Network)
- John en Marsha (1987-1988) (RPN)
- Barangay USA (1989-1993) (PTV)
- Computer Man (1990) (IBC)
- Wanbol, Toobol (1990-1993) (PTV)
- Bistek (1990-1992?) as Bistek (IBC)
- Young Love, Sweet Love (1990) (RPN)
- Pandakekoks (1991-1992) (GMA Network)
- Purungtong (1991-1993) (RPN)
- Billy Bilyonaryo (1992-1995) as Billy (GMA Network)
- Alabang Girls (1992-1994) (ABC)
- Love Notes (1992-1996) (ABC)
- Ready Na Direk (1993) (RPN)
- Dunkin Donato (1993-1994) as Buknoy (PTV)
- Haybol Rambol (1994-1995) (GMA Network)
- Stay Awake (1995) (ABC)
- Mary D'Potter (2001) (ABS-CBN)
- Klasmeyts (2002) as Host (ABS-CBN)
- Super Inggo (2006) as Kumander Bawang (ABS-CBN)
- Super Inggo 1.5: Ang bagong bangis (2007) as Kumander Bawang (ABS-CBN)

### Películas
- Oh My Mama (1981)
- Bagets (1984) as Gilbert
- Hotshots (1984)
- Julian Vaquero (1984)
- Bagets 2 (1984) as Gilbert
- Shake, Rattle & Roll (1984) as Douglas (won Best Actor in the 1984 Metro Manila Film Festival)[1]
- Kumander Bawang (1985) as Kumander Bawang
- Like Father, Like Son (1985) as Nonoy
- Ma'am May We Go Out (1985) as John
- Working Boys (1985)as Kermit
- Ninja Kids (1986) as Dodo
- Captain Barbel (1986) as Tengteng
- Takbo, bilis, takbo (1987)
- Puto (1987)
- Jack and Jill (1987) as Jill
- Jacky Tyan (1988) as Juan/Johnny
- Pik pak boom (1988) as Danny
- Jack and Jill sa Amerika (1988) as Jill
- M & M: The Incredible Twins (1989) as Marcelino
- Dear Diary (1989)
- Hulihin si Nardong Toothpick (1990) as Nardong Toothpick
- Tootsie-Wootsie: Ang bandang walang atrasan (1990)
- Pitong gamol (1991) as Jun
- Daddy Goon (1992) as Kuliling
- Alabang Girls (1992)
- Dunkin Donato (1993) as Buknoy
- Multo in the City (1994)
- Bobby Barbers, Parak (1997) as Pinggoy
- Ping Lacson: Supercop (2000) as Rivera
- Umaaraw, umuulan (2006)
- Dobol trobol
- Mga Syanong parak